# Dyckia braunii
Dyckia braunii är en gräsväxtart som beskrevs av Werner Rauh. Dyckia braunii ingår i släktet Dyckia och familjen Bromeliaceae. Inga underarter finns listade i Catalogue of Life.